# Юлен (город, Миннесота)
Юлен (англ. Ulen) — город в округе Клей, штат Миннесота, США. На площади 2,8 км² (2,8 км² — суша, водоёмов нет), согласно переписи 2002 года, проживают 532 человека. Плотность населения составляет 188,7 чел./км².
- Телефонный код города — 218
- Почтовый индекс — 56585
- FIPS-код города — 27-66136[1]
- GNIS-идентификатор — 0653486[2]